# Jenny (série télévisée)
Jenny est une série télévisée québécoise en soixante épisodes de 13 minutes créée par Jean-Sébastien Lord sur une idée originale de Marie-France Laval, et diffusée entre le 8 septembre 2017 et le 30 juillet 2021 sur la chaîne Unis TV.

## Synopsis
Jenny, 13 ans, est diagnostiquée d'une leucémie. Loin de se laisser abattre par la nouvelle, elle se découvre une force de caractère qui lui permet de traverser l'épreuve de sa maladie avec courage grâce à l'aide de sa famille et de ses amis.

## Distribution

### Acteurs principaux
- Émilie Bierre : Jenny Champagne
- Patrice Godin : Jean-François Champagne, père de Jenny
- William Coallier : Félix-Antoine Champagne, frère de Jenny
- Mélanie Pilon : Nathalie, infirmière
- Tayna V. Lavoie : Florence, meilleure amie de Jenny
- Henri Picard : Charles, amoureux de Jenny

### Acteurs récurrents et invités
- Charlie Lemay-Thivierge : Sofianne, amie de Jenny
- Jade Charbonneau : Blue, amie de Jenny (saisons 2 et 3)
- Félix-Antoine Bénard : Axel, ami de Jenny (saison 3)
- Léanne Désilets : Stéfany-Khlara, collègue de classe de Jenny (saisons 1 et 3)
- Édouard Tremblay-Grenier : Courval, ami de Jenny (saisons 1 et 3, invitée saison 2)
- Sam-Éloi Girard : Fred, ami de Florence (saison 2)
- Elijah Patrice-Baudelot : Carlos, ami de Félix-Antoine (saisons 1 et 2, invité saison 3)

## Fiche technique

### Télévision
- Titre : Jenny
- Productrice : Chantal Lafleur
- Productrice associée : Marie-France Laval
- Productrice au contenu : Isabelle Courval
- Idée originale : Marie-France Laval
- Réalisation : Jean-Sébastien Lord
- Scénario : Jean-Sébastien Lord
- Conseillère à la scénarisation : Isabelle Courval
- Conseillères médicales aux scénarios : Marie-Claude Charette, Claire Longpré
- Montage : Matthieu Roy-Décarie
- Direction photo : Jean-Pierre Gauthier
- Société de production : Productions Avenida
- Directrice de production : Patricia Bergeron
- Chanson thème originale : Koriass
- Musique originale : Guy St-Pierre
- Pays d'origine : Canada
- Langue originale : Français
- Format : Couleur
- Genre : Dramatique
- Durée : 13 min

### Volet web
- Productrice : Chantal Lafleur
- Productrice associée : Marie-France Laval
- Productrice déléguée : Isabelle Courval
- Scénariste : Sarah Lalonde
- Conseillères en santé : Marie-Claude Charette, Claire Longpré, Caroline Palardy, Marie-Josée Dupuis
- Capsules vidéos : Mimosa Médias
- Réalisation : Fanny Lefort
- Direction photo et montage : Olivier Normandin
- Son : Simone Bellemare, Mikhail Plante
- Direction artistique : Annie-Claude Gagnon
- Maquillage et coiffure : Louise Maisonneuve, Andie Widson, Carol-Ann Boivin
- Éclairage : Frédérick Rousseau, Pascal Steinhaeusser
- Stagiaire : Tania Deshaies
- Musique originale : Guy St-Pierre
- Société de production : Tobo Studio
- Productrice exécutive : Judith Beauregard
- Directrice de production : Kathleen Farrell
- Productrice : Isabelle Repelin, Solen Labrie Trépanier
- Directeur technique : Patrick Coulombe
- Conceptrice-scénariste : Virginie Lesiège
- Scénariste des contenus : Sarah Lalonde
- Directeur artistique : Mathieu Lampron, Raphaël-Lune Duquet-Cormier
- Artiste : Léa Gambini, Francis Lizotte-Bédard
- Développeur : Shad Gagnon, Yannick Legault, Thomas Brian
- Intégratrice : Marie-Claude Poulin
- Responsable marketing et stratège réseaux sociaux : Gaëlle Saules
- Gestionnaire de communauté : Virginie Lesiège

## Épisodes

### Première saison (2017)
Jenny, 13 ans, reçoit un diagnostic de leucémie. Loin de se laisser abattre, elle se découvre plutôt une force de caractère impressionnante qui l'aide à combattre sa maladie. Plus que jamais, elle mord dans la vie.
1. Mon éléphant
2. Ma chambre
3. Ma pompe
4. Mes cheveux
5. Ma best
6. Mon dragon
7. Mon père
8. Mes premiers pas
9. Mon océan
10. Mon Everest
11. Mes androïdes
12. Ma terreur
13. Mon capitaine Filou
14. Mon étoile
15. Mon œil de bœuf
16. Ma grenouille
17. Ma catapulte
18. Ma meilleure ennemie
19. Mon coloc
20. Mon présent

### Deuxième saison (2019)
Elle a été diffusée à partir du 10 avril 2019.
On retrouve Jenny un an et trois mois plus tard. L'année scolaire vient de se terminer. Physiquement elle remonte la pente, mais elle se rend compte que les séquelles de sa maladie ne seront pas toutes faciles à accepter.
1. Mes nuages
2. Mes genoux
3. Mon désert
4. Mes retrouvailles
5. Mon espion russe
6. Ma fée
7. Mon camping sauvage
8. Ma caverne
9. Ma bête
10. Ma lune
11. Ma Flo
12. Ma rivale
13. Mon dernier traitement?
14. Mon gardien
15. Mon orage magnétique
16. Mon labyrinthe
17. Mon diamant
18. Mon marteau-piqueur
19. Mes vœux
20. Notre grand voyage

### Troisième saison (2021)
Elle a été mise en ligne sur le site d'Unis le 30 avril 2021 avant sa diffusion télé à partir du 28 mai 2021.
Après avoir eu le dessus sur sa leucémie, Jenny peut prendre un pas de recul pour comprendre à quel point la maladie a changé sa vie. En voyant comment transformer ses épreuves en force, elle peut tracer un nouveau chemin.
1. Mon 72 septembre
2. Mon chemin de campagne
3. Mon château de cartes
4. Mon cerf-volant
5. Mon futur
6. Mon dilemme
7. Ma brume
8. Ma chimie
9. Mon bocal
10. Mon papillon
11. Ma symphonie
12. Mon feu
13. Mon double
14. Mon casse-tête
15. Mon espace-temps
16. Mon printemps
17. Mon nom
18. Mon histoire
19. Mon bunker
20. Mon cercle

## Volet web et défis
Jenny est un projet multiplateformes. Dans la série TV, le personnage de Jenny crée et alimente son blogue et ses réseaux sociaux. Des contenus complémentaires à la série TV (vidéos et photos) ont été créés et sont diffusés sur le Blogue de Jenny, sur YouTube, Instagram, TikTok et Facebook.
En accompagnement de la première saison a été lancé le Défi sourires. Les personnes sont invitées à réaliser un geste pour faire sourire et à le partager sur les médias sociaux avec le mot-clé #defisourires. Les sourires récoltés permettent de collecter de l'argent auprès d'un donataire au profit d'organismes sans but lucratif venant en aide aux enfants atteints du cancer.
Pour la deuxième saison, le volet numérique incite les jeunes à partager leurs émotions avec le Défi émotions. Les participants sont invités à choisir leur couleur émotion du jour parmi un nuancier de 20 émotions et à la partager sur les médias sociaux avec le mot-clé #defiemotions. Chaque défi émotions réalisé permet de reverser un dollar à un organisme qui vient en aide aux jeunes.
Durant la troisième saison, le Défi Jenny est lancé. Les téléspectateurs sont invités à partager sur les médias sociaux une vidéo d’eux-même, seuls ou avec des amis, entrain d’accomplir un "challenge" auquel ils font face ou une action qu’ils souhaitent réaliser avec le mot-clé #defijenny. Ils doivent mettre en scène leur défi sur la chanson de Koriass Du mauvais pied avec la chorégraphie d’emojis. Ils doivent également trouver une transition pour marquer la réalisation de leur défi (changement de lieu, d’habits, de coiffure, etc.). Pour chaque #defijenny réalisé, c'est 1 $ qui sera donné à un organisme qui aide les jeunes.

## Distinctions

### Récompenses

#### Saison 1
- 2018 : Young Artist Awards - Meilleure performance dans une série TV - actrice, rôle principal : Émilie Bierre

#### Saison 2
- 2019 : Prix Gémeaux - Meilleure premier rôle féminin : jeunesse : Émilie Bierre[5]
- 2019 : Prix Gémeaux - Meilleure émission ou série jeunesse de fiction : 13 à 17 ans[5]
- 2020 : Prix d'excellence (Alliance Média Jeunesse) Meilleure série télévisée ou websérie – contenu à valeur aspirationnelle[6]
- 2020 : Prix d'excellence (Alliance Média Jeunesse) Meilleur contenu interactif – Engagement, ouverture au monde et respect[6]

### Nominations

#### Saison 1
- 2018 : 7th International Emmy Kids Awards - Enfants: Meilleure série[7]
- 2018 : Kidscreen Awards - Meilleure nouvelle série – Programmation ados/adolescents[8]
- 2018 : Prix jeunesse International - Catégorie principale Télé – Fiction 11 à 15 ans[9]
- 2018 : Prix Gémeaux - Meilleure émission ou série jeunesse : 13 à 17 ans[10]
- 2018 : Prix Gémeaux - Meilleur texte jeunesse; Jean-Sébastien Lord[10]
- 2018 : Prix Gémeaux - Meilleur premier rôle féminin jeunesse : Émilie Bierre[10]
- 2018 : Prix Gémeaux - Meilleure composante numérique pour une émission ou série jeunesse[10]

#### Saison 2
- 2019 : Prix Gémeaux - Meilleure réalisation jeunesse fiction : Jean-Sébastien Lord[5]
- 2019 : Prix Gémeaux - Meilleur texte jeunesse : Jean-Sébastien Lord[5]
- 2019 : Prix Gémeaux - Meilleur second rôle masculin: jeunesse : Patrice Godin[5]
- 2019 : Japan Prize - Meilleure série jeunesse[11]
- 2019 : Rose d'Or Awards - Enfants et jeunes[12]
- 2020 : Kidscreen Awards - Meilleure série d’action en direct[13]

#### Saison 3
- 2021 : Prix Gémeaux - Meilleure émission ou série jeunesse de fiction : 13 à 17 ans[14]
- 2021 : Prix Gémeaux - Meilleure réalisation jeunesse fiction : Jean-Sébastien Lord[14]
- 2021 : Prix Gémeaux - Meilleur texte: jeunesse : Jean-Sébastien Lord[14]
- 2021 : Prix Gémeaux - Meilleur premier rôle féminin jeunesse : Émilie Bierre[14]
- 2021 : Prix Gémeaux - Meilleur rôle de soutien masculin jeunesse : Patrice Godin[14]
- 2021 : Prix Gémeaux - Meilleure composante numérique pour une émission ou série : jeunesse[14]